# Seatbelts
Seatbelts (シ ー ト ベ ル ツ, Shītoberutsu) é uma banda de jazz japonesa, liderada pela compositora e instrumentista Yoko Kanno. Trata-se de um grupo internacional compreendendo uma formação estável de músicos e vários colaboradores, a banda foi montada por Kanno em 1998 para executar a trilha sonora da série de anime Cowboy Bebop. Seu repertório abrangia e mesclava muitos gêneros diferentes: além do Jazz também há elementos de rock, música eletrônica, funk, blues, J-pop e outros estilos de gêneros.

## História
O nome da banda, de acordo com a descrição ficcional dada em seu primeiro álbum, deriva de como os performers usam cintos de segurança para se protegerem enquanto tocam em jam sessions. A banda tocou toda a trilha sonora da série Cowboy Bebop e produziu um total de sete álbuns e um DVD ao vivo.
A banda se apresentou virtualmente em meio à pandemia de COVID-19. Em colaboração com Funimation , Sunrise e o compositor Mason Lieberman, a banda regravou o tema de encerramento de Cowboy Bebop, The Real Folk Blues, para arrecadar fundos para o combate ao COVID-19.
Além disso, a banda iniciou o projeto Session Starducks em um canal do YouTube recém-fundado em abril de 2020. Em colaboração com músicos, bem como com os membros originais da banda, o projeto tem como objetivo gravar virtualmente novas interpretações de várias canções compostas por Kanno.

## Discografia

### Álbuns de Estúdio
- Cowboy Bebop (1998)
- Cowboy Bebop Vitaminless (1998)
- Cowboy Bebop No Disc (1998)
- Cowboy Bebop Blue (1999)
- Ask DNA (2001)
- Future Blues (2001)

### Ao Vivo
- Future Blues DVD (2001)
- The Real Folk Blues (2020)[6]

### Remixes e compilações
- Cowboy Bebop Remixes: Music for Freelance (1999)
- Cowgirl Ed (2001)
- Cowboy Bebop Boxed Set (2002)
- Cowboy Bebop Tank! THE! BEST! (2004)
- Space Bio Charge (2009)

### Singles
- TANK! Virtual Session 2020 (2020)[7]
- "Real Folk Blues" For these days (2020)[8]
- Don't Bother None 2020 (2020)[9]
- Space Lion Virtual Session 2020 (2020)[10]